# Pont de Armentera
Puente de Armentera o Pont de Armentera (oficialmente y en catalán El Pont d'Armentera) es un municipio de la comarca del Alto Campo en la provincia de Tarragona, comunidad autónoma de Cataluña, España.

## Símbolos

### Escudo
Escudo losanjado: de azur, un puente de oro de 3 ojos sobremontado de una cruz patada de oro y acostado de 2 báculos de oro en palo. Por timbre una corona mural de villa.
Fue aprobado el 6 de agosto de 2001 y aprobado en el DOGC el 25 de septiembre del mismo año.
El puente es una señal parlante tradicional relativa al nombre de la villa, que perteneció desde el siglo XV al monasterio de Santes Creus, simbolizado por los báculos de abad a banda y banda del puente y por la cruz de arriba, un señal parlante. 

### Bandera
La bandera es apaisada, de proporciones dos de alto por tres de largo, azul clara, con el puente de tres ojos amarillo del escudo, de altura 5/12 de la del paño y anchura 4/9 de la longitud del mismo paño, puesto en el centro y a 1/6 del borde inferior, con una cruz griega patente, también amarilla, de altura 1/6 de la del paño, puesta en el centro y a 1/8 del borde superior, y con dos palos igualmente amarillos, cada uno de grosor 1/18, puestos, uno a 1/9 del borde del asta, y el otro, a 1/9 de la del vuelo.
Fue aprobada en el DOGC en 16 de septiembre de 2005.

## Geografía humana

### Demografía
Cuenta con una población de 498 habitantes (INE 2024).
| Gráfica de evolución demográfica de Puente de Armentera entre 1842 y 2021 |
| |
| Población de derecho según los censos de población del INE Población de hecho según los censos de población del INEEn estos censos se denominaba Pont de Armentera: 1842, 1857, 1860, 1877, 1887, 1897, 1900, 1910, 1920, 1930, 1940, 1950, 1960, 1970 y 1981 |

En el año 1842, el municipio alcanza su cifra máxima demográfica con 1.469 habitantes. A partir de ese momento el descenso de población es continuo y se mantiene a lo largo del siglo XX y hasta la actualidad.
Puente de Armentera está formado por un único núcleo de población. 
| 896                        | 836 | 712 | 628 | 580 |
| (Fuente: [cita requerida]) |     |     |     |     |

## Administración y política
| Periodo   | Nombre                    | Partido |
| --------- | ------------------------- | ------- |
| 2003-2007 | Jordi Abellà Barril       | CiU     |
| 2007-2011 | Jordi Abellà Barril       | CiU     |
| 2011-2015 | Josep Maria Abellà Rovira | PSC     |